# Smiljevac (Aljmaška mikroregija, Mađarska)
Smiljevac (mađ. Bácsalmási Tanyák) ili Kurjak (Kuriakdulo, Kuriak, Kúriák)  je naseljeni zaselak u jugoistočnoj Mađarskoj.

## Zemljopisni položaj
Nalazi se jugozapadno od Milkuta i sjeverozapadno od Aljmaša, na 122 metra nadmorske visine. Tataza i Matević su zapadno, Prlković (Crvena Šuma) je jugoistočno.

## Upravna organizacija
Upravno pripada Aljmašu u Bačko-kiškunskoj županiji. Poštanski je broj 6430.

## Stanovništvo
Stanovnike se naziva Smiljevčanima i Smiljevčankama.

## Promet
U Smiljevcu je veliki željeznički kolodvor.